# NGC 2456
NGC 2456 ist eine Elliptische Galaxie vom Hubble-Typ E3 im Sternbild Luchs am Nordsternhimmel. Sie ist schätzungsweise 331 Millionen Lichtjahre von der Milchstraße entfernt und hat einen Durchmesser von etwa 105.000 Lichtjahren. Wahrscheinlich bildet sie mit NGC 2457 ein gravitativ gebundenes Galaxienpaar.
Das Objekt wurde am 10. Februar 1831 von John Herschel entdeckt.